# Adelheid Schulz
Adelheid Schulz (*31 de março de 1955 em Lörrach ) é uma ex-terrorista da Fração do Exército Vermelho. Em 1985, ela foi condenada a três penas de prisão perpétua pelos assassinatos de Jürgen Ponto e Hanns-Martin Schleyer, entre outros crimes. Em 2002 ela foi perdoada.

## Vida
No início dos anos 1970, Schulz mudou-se para um apartamento compartilhado em Karlsruhe com Günter Sonnenberg, Christian Klar e Knut Folkerts, todos os quais foram posteriormente condenados como terroristas da RAF.
Em julho de 1977, Schulz alugou um apartamento com um nome falso perto da propriedade de Jürgen Ponto. A mansão do porta-voz da diretoria do Dresdner Bank foi observada de lá.
Schulz esteve envolvida no planejamento do sequestro de Schleyer no outono de 1977. Durante o ataque a Hanns-Martin Schleyer e seus companheiros, ela contribuiu para a rede telefônica que informava a localização dos veículos aos quatro atiradores.
No dia 1 de novembro de 1978 ela se entregou juntamente com Rolf Heißler na Nieuwstraat, na fronteira com os Países Baixos, em um tiroteio com quatro oficiais alfandegários holandeses, no qual dois foram mortos.
Schultz foi presa juntamente com Brigitte Mohnhaupt no dia 11 de novembro de 1982 em uma floresta perto do município de Heusenstamm em Hesse enquanto tentavam acessar um depósito subterrâneo da Fração do Exército Vermelho que estava sob observação policial. No dia 13 de março de 1985 ela foi condenada por dois assassinatos e duas tentativas de assassinato no tiroteio na fronteira holandesa entre outros crimes que haviam sido relacionados a Schultz devido a declarações de terroristas da Fração do Exercito Vermelho descobertos na RDA em 1990.
Após 16 anos de prisão, em outubro de 1998, Adelheid Schulz foi provisoriamente liberada da custódia tendo em vista seu estado de saúde e no dia 26 de fevereiro de 2002 foi indultada pelo presidente Johannes Rau. Schultz então em Frankfurt.